# Coast Edmonton House
Das Coast Edmonton House, ist ein 121 Meter hohes Hotelgebäude in Edmonton, Alberta, Kanada, das von Coast Hotels & Resorts betrieben wird. Das Gebäude befindet sich in der Innenstadt, wurde 1971 fertiggestellt und verfügt über 305 Zimmer auf 45 Etagen.